# Limonia nigrella
Limonia nigrella là một loài ruồi trong họ Limoniidae. Chúng phân bố ở miền Cổ bắc.